# Coralie Dobral
Coralie Dobral est une nageuse française née le 27 juin 1987 à Saint-Renan.

## Carrière
Coralie Dobral remporte la finale du 200 mètres brasse aux Jeux méditerranéens de 2009 et est médaillée de bronze sur 4x100 mètres quatre nages aux Jeux méditerranéens de 2013.
Elle remporte le titre de championne de France sur 200 mètres brasse en 2007, en 2011, en 2013 et en 2014, sur 100 mètres brasse en 2010, en 2012 et en 2013 et sur 50 mètres brasse en 2012 et en 2014. Elle est aussi championne de France sur 4x100 mètres quatre nages en 2007 et en 2010.
En petit bassin, elle remporte le titre national sur 200 mètres brasse en 2007.

## Famille
Sa tante Odile Bihan est une nageuse ayant participé aux Jeux olympiques d'été de 1980 ; sa mère Nicole a été une nageuse de papillon de niveau national.